# Levriero Rampur
Il Levriero Rampur o Rampur Greyhound è una razza di levriero nativo della Rampur regione del nord dell'India, che si trova tra Delhi e Bareilly.

## Storia
Si ritiene che il Rampur Greyhound discenda da levrieri afgani incrociati con il Greyhound inglese nel XIX secolo per migliorare la velocità, il carattere e la resistenza della razza a climi più rigidi. L'autore di tali incroci sembra sia stato Ahmad Ali Khan Bahadur, nawab di Rampur, da cui appunto il nome.

## Caratteristiche
Il Levriero Rampur è un levriero a pelo corto, di corporatura robusta che assomiglia apparentemente allo Sloughi, raramente viene visto al di fuori della sua terra natale, dove viene mantenuto come cane da corsa; raramente viene tenuto come cane da compagnia.